# Mocsári kardvirág
A mocsári kardvirág (Gladiolus palustris) a nősziromfélék (Iridaceae) családjába tartozó kardvirág (Gladiolus) nemzetség egyik Magyarországon 1982 óta fokozottan védett, őshonos faja.

## Elterjedése, élőhelye
Leginkább Dél-Európára jellemző, a Balkánon is megtalálható, keleten Ukrajnáig terjed. Az alábbi országokból vannak előfordulására adatok: Albánia, Ausztria, Bosznia-Hercegovina, Bulgária, Csehország, Fehéroroszország, Franciaország, Lengyelország, Észak-Macedónia, Magyarország, Montenegró, Németország, Oroszország, Románia, Svájc, Szerbia, Szlovákia, Ukrajna.
Jellemző élőhelyei a láp- és üde sztyepprétek. Magyarországon kevesebb mint tíz lelőhelye ismert, ezek a síkvidéktől a dombvidékig terjednek, 100 m-től 300 m tengerszint feletti magasságig.

## Megjelenése, jellemzői
A mocsári kardvirág 30–50–(90) cm magas évelő, hagymagumós növény. A Magyarországon szintén előforduló réti kardvirágnál (Gladiolus imbricatus L.) rendszerint kisebb termetű, kevesebb virágú és korábban (június–július) nyíló. A levelek 0,8–1,5 cm szélesek, szálasak, hosszan hegyesedő csúcsban végződnek, számuk 4–5. Virágai bíborpirosak, tölcséres alakúak, 3–4 cm nagyságúak, amelyek a szár csúcsán 2–10-esével laza egy oldalra néző füzért alkotnak. A virág mellett álló hosszabbik buroklevél hosszabb a lepel felénél. Az alsó állású lepellevelei hosszanti fehér sávval tarkítottak. Termése lekerekített végű, tompa visszás-tojásdad alakú tok, amely a legnagyobb szélességénél közel kétszer hosszabb.